# Cleora munda
Cleora munda är en fjärilsart som beskrevs av W. Warren 1899. Cleora munda ingår i släktet Cleora och familjen mätare. Inga underarter finns listade i Catalogue of Life.